# David Rubenstein
David Mark Rubenstein (Baltimora, 11 agosto 1949) è un imprenditore e avvocato statunitense, miliardario, co-fondatore e presidente della società di private equity The Carlyle Group, con sede a Washington, D.C. È tra i principali proprietari dei Baltimore Orioles, squadra che milita nella Major League Baseball.
È presidente del Kennedy Center for the Performing Arts, presidente del National Gallery of Art, presidente del Council on Foreign Relations, presidente del The Economic Club of Washington, D.C. In precedenza è stato presidente della Duke University e della Smithsonian Institution. Nel 2022, è stato eletto nel board dell'Università di Chicago.
Secondo Forbes, Rubenstein aveva nel 2022 un patrimonio netto di 3,8 miliardi di dollari.

## Biografia
Rubenstein è cresciuto figlio unico in una famiglia ebrea a Baltimora. I suoi inizi furono modesti. Suo padre era impiegato dal servizio postale degli Stati Uniti e sua madre era una casalinga.
Si è diplomato al liceo preparatorio del college Baltimore City College, all'epoca una scuola per soli uomini, e poi alla Duke University, dove si è laureato magna cum laude nel 1970. Ha conseguito il JD presso l'Università della Chicago Law School nel 1973, dove è stato responsabile della University of Chicago Law Review.

## Carriera negli affari

### Inizio carriera legale
Dal 1973 al 1975, Rubenstein ha esercitato la professione forense a New York con Paul, Weiss, Rifkind, Wharton & Garrison. Dal 1975 al 1976 è stato consigliere capo della sottocommissione per gli emendamenti costituzionali della commissione giudiziaria del Senato degli Stati Uniti. Rubenstein è stato anche vice consigliere per la politica interna del presidente Jimmy Carter e ha lavorato in uno studio privato a Washington, DC.

### Nel private equity

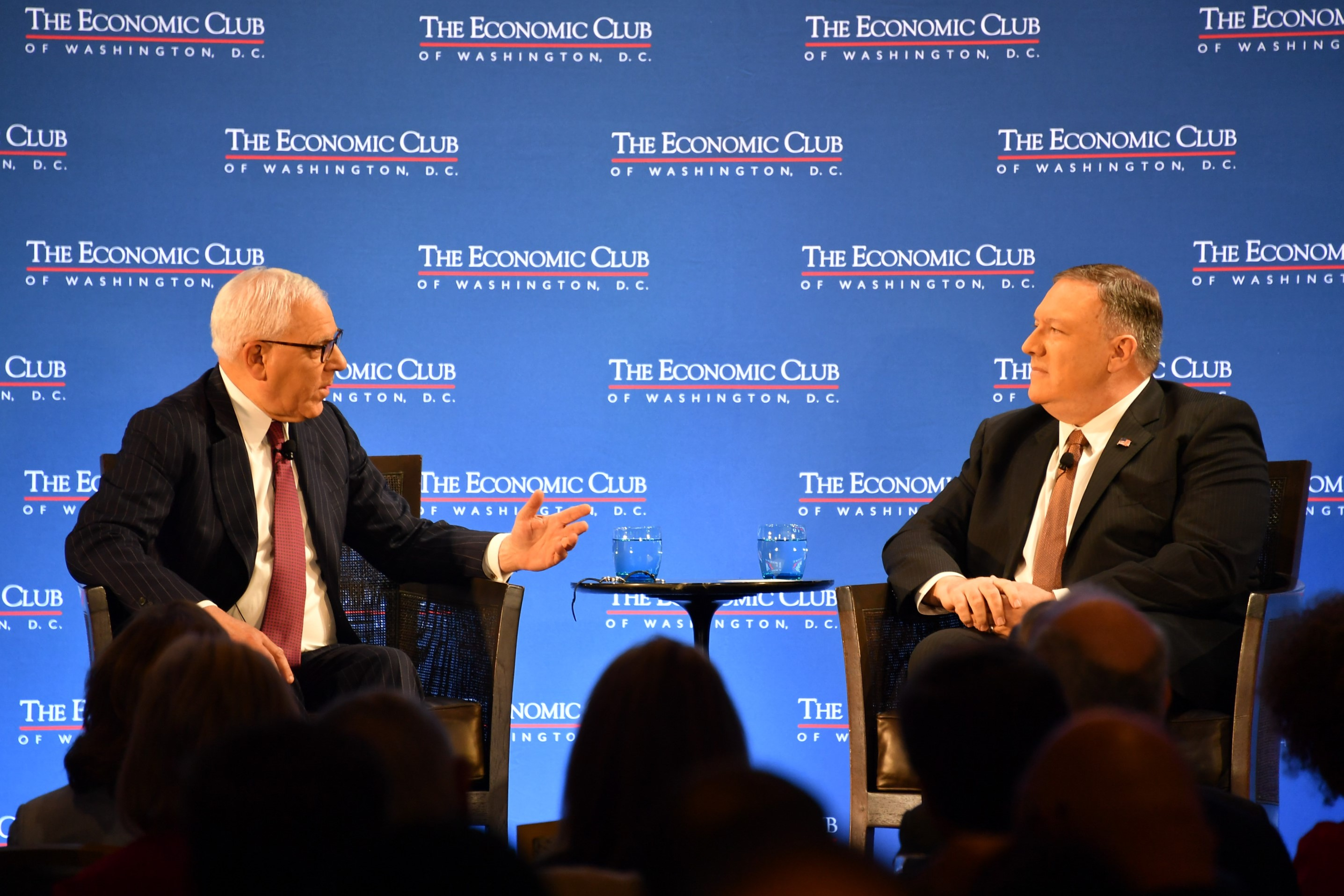
Rubenstein (a sinistra) parla con il Segretario di Stato USA Mike Pompeo nel 2019

Nel 1987, Rubenstein ha fondato The Carlyle Group con William E. Conway Jr. e Daniel A. D'Aniello. L'azienda è diventata una società di investimento globale con 293 miliardi di dollari di asset in gestione, con oltre 1.800 dipendenti in 31 uffici in sei continenti. 
Secondo A Pursuit of Wealth di Sicelo P. Nkambule, David Rubenstein ha espresso il timore che il boom del private equity potesse finire nel gennaio 2006: "Questa è stata un'età d'oro per il nostro settore, ma niente continua ad essere d'oro per sempre". Un mese dopo, ha detto: "In questo momento stiamo operando come se la musica non smettesse di suonare e la musica si fermasse. Sono più preoccupato per questo che per qualsiasi altro problema". Secondo Nkambule: "Queste preoccupazioni si sono rivelate giuste poiché alla fine del 2007 il mercato delle acquisizioni è crollato... Quando l'attività di prestito con leva si è interrotta bruscamente, le società di private equity non sono state in grado di assicurarsi finanziamenti per le loro transazioni". 
Nel maggio 2008, Rubenstein ha dichiarato: "Ma una volta che questo periodo sarà finito, una volta venduto il debito sui libri contabili delle banche e inizieranno i nuovi prestiti, penso che vedrai il settore del private equity tornare in quella che chiamo l'età del platino – meglio di quanto non sia mai stato prima. Penso che il settore del private equity abbia un grande futuro e che il periodo migliore per il private equity sia probabilmente davanti a noi". 
Rubenstein ha detto che una volta gli è stata offerta l'opportunità di incontrare Mark Zuckerberg (e investire in Facebook) prima che abbandonasse Harvard ma ha deciso di non farlo, e questo è il suo unico più grande rimpianto nei suoi investimenti.  Rubenstein ha anche affermato di aver rifiutato una partecipazione del 20% in Amazon durante i primissimi anni della società. Ha detto al fondatore di Amazon Jeff Bezos che se fosse stato fortunato e tutto avesse funzionato, al massimo la valutazione sarebbe stata di 300 milioni di dollari.
Nel 2018 ha fondato Declaration Capital, un family office incentrato su imprese di venture capital, crescita, immobiliare e a conduzione familiare.

### Kennedy Center
Nel maggio 2010 Rubenstein è stato eletto presidente del consiglio di amministrazione (Board of Trustees) del Kennedy Center di Washington, precedentemente nominato nel consiglio dal presidente George W. Bush.
Il 7 febbraio 2025 il presidente Donald Trump ha annunciato che avrebbe licenziato tutti i membri del consiglio di amministrazione e li avrebbe sostituiti con nuovi nominativi.
Il 12 febbraio 2025, nonostante Rubenstein avesse un mandato che sarebbe durato sino al 2026, il nuovo consiglio di amministrazione ha votato per rimuoverlo e nominato Trump come nuovo presidente del Kennedy Center.

## Pubblicazioni
Nell'ottobre 2019 è stato pubblicato il primo libro di Rubenstein.  Chiamato The American Story: Interviews with Master Historians (Simon & Schuster), il libro presenta interviste con storici che parlano delle loro aree di competenza storica. Tra gli altri, Rubenstein intervista David McCullough su John Adams, Jon Meachem su Thomas Jefferson, Ron Chernow su Alexander Hamilton e Walter Isaacson su Benjamin Franklin.
Il suo secondo libro, How to Lead, è stato pubblicato da Simon & Schuster nel settembre 2020. Questo libro contiene le riflessioni di Rubenstein sulla leadership e 30 interviste con leader aziendali, governativi, militari, sportivi e culturali. Nel settembre 2021, Simon e Schuster hanno pubblicato il terzo libro di Rubenstein, The American Experiment, che descrive come il governo americano e gli ideali democratici si sono evoluti nel corso dei secoli raccontato attraverso le vite degli americani che hanno incarnato il sogno americano.

## Vita privata
Rubenstein vive a Bethesda, nel Maryland, ed era sposato con Alice Rubenstein (nata Alice Nicole Rogoff), fondatrice dell'Alaska House New York e dell'Alaska Native Arts Foundation ed ex proprietaria di Alaska Dispatch News. Si incontrarono mentre entrambi lavoravano per l'amministrazione Carter e si sposarono il 21 maggio 1983.  Hanno tre figli, Alexandra, Gabrielle e Andrew. Sua figlia, Gabrielle, ha fondato Manna Tree, una società di private equity che investe in aziende sanitarie e nutrizionali. La coppia ha divorziato l'8 dicembre 2017.

## Riconoscimenti
- 2006 – Premio Golden Plate dell'American Academy of Achievement presentato dal membro del Consiglio degli Awards Eli Broad durante l'International Achievement Summit a Los Angeles
- 2011 – Premio Records of Achievement della National Archives Foundation, per il suo prestito della Magna Carta del 1297 e una rara incisione su pietra della Dichiarazione di Indipendenza agli Archivi Nazionali per l'esposizione pubblica
- 2014 – eletto all'American Academy of Arts and Sciences
- 2015 – Medaglia Carnegie della filantropia
- 2017 – Premio Liberty & Justice for All della LBJ Foundation
- 2018 – Legend in Leadership Award del Chief Executive Leadership Institute di Yale SOM
- 2018 – Premio ABANA alla realizzazione
- 2019 – Medaglia della Duke's University, la più alta onorificenza della scuola
- 2019 – Premio per il servizio pubblico dell'Harvard Club di Washington, DC
- 2019 – eletto all'American Philosophical Society